# Tour de France 1983
70. Tour de France rozpoczął się 1 lipca w Fontenay-sous-Bois, a zakończył się 24 lipca w Paryżu. Wyścig składał się z prologu i 22 etapów. Cała trasa liczyła 3861 km.
Klasyfikację generalną wygrał Francuz Laurent Fignon, wyprzedzając Hiszpana Ángela Arroyo i Holendra Petera Winnena. Klasyfikację punktową i sprinterską wygrał Irlandczyk Seán Kelly, górską Belg Lucien Van Impe, a młodzieżową Fignon. Najaktywniejszym kolarzem został Szwajcar Serge Demierre. W obu klasyfikacjach drużynowych najlepsza była holenderska ekipa TI-Raleigh.

## Zmiany w stosunku do poprzednich edycji
W 1983 roku zmieniono zasady klasyfikacji młodzieżowej. Od tego roku w klasyfikacji tej uwzględniano wyniki tylko tych kolarzy, którzy po raz pierwszy startowali w Tourze. Zmieniono także zasady liczenia czasu w klasyfikacji drużynowej. Dotąd dodawano do siebie czasy czterech najlepszych kolarzy jednej drużyny, a od 1983 roku sumowano czasy tylko trzech najlepszych zawodników danej ekipy.
Po raz pierwszy do startu w TdF zostali dopuszczeni amatorzy.

## Doping
Sześciu kolarzy: Francuzi Pierre Bazzo, Didier Vanoverschelde, Jacques Bossis, Patrick Clerc i Jean-François Rodriguez oraz Holender Joop Zoetemelk zostało przyłapanych na stosowaniu dopingu. We krwi Vanoverschelde wykryto nandrolon, z kolei Zoetemelk został uniewinniony przez sąd.

## Drużyny
W tej edycji TdF wzięło udział 14 drużyn:
- Coop-Mercier-Mavic
- Renault-Elf-Gitane
- TI Raleigh-Campagnolo
- Peugeot-Shell-Michelin
- Cilo-Aufina
- Boule d'Or-Colnago-Campagnolo
- J.Aernoudt-Hoonved-Marc Zeep
- La Redoute-Motobecane
- Wolber
- Sem-Mavic-Reydel
- Euro Shop-Mondial Moquette-Splendor
- Metauromobili-Pinarello
- Colombia-Varta
- Reynolds

## Etapy
| P  | 1 lipca  | Fontenay-sous-Bois                   | ITT 5,5 km    | Eric Vanderaerden   | Eric Vanderaerden   |               |               |
| 1  | 2 lipca  | Nogent-sur-Marne – Créteil           | 163,0 km      | Frits Pirard        | Eric Vanderaerden   |               |               |
| 2  | 3 lipca  | Soissons – Fontaine-au-Pire          | TTT 100,0 km  | Mercier             | Jean-Louis Gauthier |               |               |
| 3  | 4 lipca  | Valenciennes – Roubaix               | 153,0 km      | Rudy Matthijs       | Kim Andersen        |               |               |
| 4  | 5 lipca  | Roubaix – Le Havre                   | 300,0 km      | Serge Demierre      | Kim Andersen        |               |               |
| 5  | 6 lipca  | Le Havre – Le Mans                   | 257,0 km      | Dominique Gaigne    | Kim Andersen        |               |               |
| 6  | 7 lipca  | Châteaubriant – Nantes               | ITT 58,5 km   | Bert Oosterbosch    | Kim Andersen        |               |               |
| 7  | 8 lipca  | Nantes – Île d’Oléron                | 216,0 km      | Ricardo Magrini     | Kim Andersen        |               |               |
| 8  | 9 lipca  | La Rochelle – Bordeaux               | 222,0 km      | Bert Oosterbosch    | Kim Andersen        |               |               |
| 9  | 10 lipca | Bordeaux – Pau                       | 207,0 km      | Philippe Chevallier | Sean Kelly          |               |               |
| 10 | 11 lipca | Pau – Bagnères-de-Luchon             | 201,0 km      | Robert Millar       | Pascal Simon        |               |               |
| 11 | 12 lipca | Bagnères-de-Luchon – Fleurance       | 177,0 km      | Régis Clère         | Pascal Simon        |               |               |
| 12 | 13 lipca | Fleurance – Roquefort-sur-Soulzon    | 261,0 km      | Kim Andersen        | Pascal Simon        |               |               |
| 13 | 14 lipca | Roquefort-sur-Soulzon – Aurillac     | 210,0 km      | Henk Lubberding     | Pascal Simon        |               |               |
| 14 | 15 lipca | Aurillac – Issoire                   | 149,0 km      | Pierre Le Bigaut    | Pascal Simon        |               |               |
| 15 | 16 lipca | Clermont-Ferrand – Puy de Dôme       | ITT 15,6 km   | Ángel Arroyo        | Pascal Simon        |               |               |
| 16 | 17 lipca | Issoire – Saint-Étienne              | 144,5 km      | Michel Laurent      | Pascal Simon        |               |               |
| 17 | 18 lipca | Tour-du-Pin – L’Alpe d’Huez          | 223,0 km      | Peter Winnen        | Laurent Fignon      |               |               |
|    | 19 lipca | Dzień przerwy                        | Dzień przerwy | Dzień przerwy       | Dzień przerwy       | Dzień przerwy | Dzień przerwy |
| 18 | 20 lipca | Le Bourg-d’Oisans – Morzine          | 247,0 km      | Jacques Michaud     | Laurent Fignon      |               |               |
| 19 | 21 lipca | Morzine – Avoriaz                    | ITT 15,0 km   | Lucien Van Impe     | Laurent Fignon      |               |               |
| 20 | 22 lipca | Morzine – Dijon                      | 291,0 km      | Philippe Leleu      | Laurent Fignon      |               |               |
| 21 | 23 lipca | Dijon                                | ITT 50,0 km   | Laurent Fignon      | Laurent Fignon      |               |               |
| 22 | 24 lipca | Alfortville – Paryż (Champs-Élysées) | 195,0 km      | Gilbert Glaus       | Laurent Fignon      |               |               |

## Klasyfikacje końcowe

### Klasyfikacja generalna
| Pozycja | Zawodnik             | Drużyna     | Czas          |
| ------- | -------------------- | ----------- | ------------- |
| 1.      | Laurent Fignon       | Renault     | 105 h 07' 52" |
| 2.      | Ángel Arroyo         | Reynolds    | +4' 04"       |
| 3.      | Peter Winnen         | Raleigh     | +4' 09"       |
| 4.      | Lucien Van Impe      | Metaurobili | +4' 16"       |
| 5.      | Robert Alban         | La Redoute  | +7' 53"       |
| 6.      | Jean-René Bernaudeau | Wolber      | +8' 59"       |
| 7.      | Sean Kelly           | SEM         | +12' 09"      |
| 8.      | Marc Madiot          | Renault     | +14' 55"      |
| 9.      | Phil Anderson        | Peugeot     | +16' 56"      |
| 10.     | Henk Lubberding      | Raleigh     | +18' 55"      |

### Klasyfikacja punktowa
| Pozycja | Zawodnik         | Drużyna     | Punkty |
| ------- | ---------------- | ----------- | ------ |
| 1.      | Sean Kelly       | SEM         | 360    |
| 2.      | Frits Pirard     | Metaurobili | 144    |
| 3.      | Laurent Fignon   | Renault     | 126    |
| 4.      | Gilbert Glaus    | Cilo        | 122    |
| 5.      | Pierre Le Bigaut | Mercier     | 103    |

### Klasyfikacja górska
| Pozycja | Zawodnik                | Drużyna     | Punkty |
| ------- | ----------------------- | ----------- | ------ |
| 1.      | Lucien Van Impe         | Metaurobili | 272    |
| 2.      | José Patrocinio Jiménez | Colombia    | 195    |
| 3.      | Robert Millar           | Peugeot     | 157    |
| 4.      | Pedro Delgado           | Reynolds    | 133    |
| 5.      | Jean-René Bernaudeau    | Wolber      | 125    |

### Klasyfikacja młodzieżowa
| Pozycja | Zawodnik       | Drużyna | Czas          |
| ------- | -------------- | ------- | ------------- |
| 1.      | Laurent Fignon | Peugeot | 105 h 07' 52" |
| 2.      | Ángel Arroyo   | Mercier | +4' 04"       |
| 3.      | Stephen Roche  | Renault | +21' 30"      |
| 4.      | Robert Millar  | Raleigh | +23' 29"      |
| 5.      | Pedro Delgado  | Raleigh | +25' 44"      |

### Klasyfikacja sprinterska
| Pozycja | Zawodnik         | Drużyna     | Punkty |
| ------- | ---------------- | ----------- | ------ |
| 1.      | Sean Kelly       | SEM         | 151    |
| 2.      | Pierre Le Bigaut | Mercier     | 77     |
| 3.      | Laurent Fignon   | Renault     | 54     |
| 4.      | Phil Anderson    | Peugeot     | 48     |
| 5.      | Frits Pirard     | Metaurobili | 42     |

### Klasyfikacja drużynowa punktowa
| Pozycja | Drużyna    | Punkty |
| ------- | ---------- | ------ |
| 1.      | Raleigh    | 1108   |
| 2.      | La Redoute | 1201   |
| 3.      | Renault    | 1207   |
| 4.      | Peugeot    | 1293   |
| 5.      | SEM        | 1308   |

### Klasyfikacja drużynowa
| Pozycja | Drużyna | Czas          |
| ------- | ------- | ------------- |
| 1.      | Raleigh | 322 h 39' 07" |
| 2.      | Mercier | +4' 02"       |
| 3.      | Peugeot | +9' 03"       |
| 4.      | Renault | +36' 39"      |
| 5.      | SEM     | +40' 13"      |